# Der Orgelbauer von St. Marien
Pour plus de détails, voir Fiche technique et Distribution.
Der Orgelbauer von St. Marien (en français, Le Facteur d'orgues de Sankt Marien) est un film autrichien réalisé par August Rieger (de), sorti en 1961.

## Synopsis
Linda, la fille du baron von Danning, va épouser le riche Walter Bertram, car la propriété de son père est endettée. Elle apprécie Walter, mais elle aime depuis sa jeunesse Markus, le fils du facteur d'orgue Franz Burgmann. Cependant, il est élève du séminaire de Sankt Marien et retourne à Lensberg peu de temps après trois ans d'absence. Linda est plongée dans une crise émotionnelle, car elle craint, en plus de son manque d'amour pour Walter, que les villageois supposent qu'elle n'épousera Walter que pour l'argent. Le père de Walter prône un engagement rapide du couple, qui ne se connaît que depuis six mois, et la nouvelle compagne du baron Petra Wührer se réjouit d'un engagement rapide.
Linda avoue son amour à Markus et Markus est également attaché par son amour d'enfance. Il entre dans une crise de foi et considère l'établissement du sacerdoce. Lorsque le père de Walter veut engager Linda pour un mariage avec Walter dans six semaines, Linda annonce qu'elle ne se mariera que lorsque l'orgue de Lensberg fonctionnera à nouveau. Markus sera chargé de la réparation de l'instrument, qui est fermé depuis de nombreuses années, mais l'achèvement est sans cesse repoussé. Linda ne veut pas épouser Walter, parce qu'il ne travaille pas et ne fait aucun effort pour mettre sa vie à profit.
Les soucis d'argent du baron, qui sont la cause des aspirations matrimoniales, résident principalement dans le détournement de fonds par le gérant du domaine, Marek. Il mène sans pitié les ouvriers à battre le bois du baron dans la forêt, faisant même des morts. Cependant, il ne donne au baron qu'une fraction du produit de la vente du bois. Petra Wührer sait comment se servir de la ruse de Marek et lui extorquer une partie de l'argent qu'elle garde. Au fil du temps, le baron et Walter réalisent que Marek n'est pas digne de confiance. Walter est nommé nouveau gérant immobilier et veut être le premier à vérifier les comptes. Il est renversé par Marek et sauvé seulement par l'intervention de Markus. Marek fuit et met le feu à l'écurie dans laquelle il a enfermé Linda. Elle est sauvée par Walter. Marek est arrêté et Walter reçoit de Petra l'argent extorqué, qui appartient au baron. Le propriétaire terrien met fin à sa relation avec Petra.
Franz termine la restauration de l'orgue quand il remarque le conflit intérieur de Markus. Dans la prière, Markus retourne vers Dieu et décide de laisser Linda, qui a depuis réalisé que Walter est impatient de changer et de prendre ses responsabilités. Ils se marient dans l'église ; Markus joue de l'orgue restauré.
Le conflit entre les frères jumeaux Franz et Josef Burgmann, ce dernier au service du baron, intrigue secondaire, est finalement résolu par le cuisinière Thérèse.

## Fiche technique
- Titre : Der Orgelbauer von St. Marien
- Réalisation : August Rieger (de) assisté d'Otto Stenzel
- Scénario : Alexander Badal, August Rieger, Theodor Ottawa (de)
- Musique : Ernst Jäger
- Direction artistique : Theo Harisch
- Costumes : Renate Petersen
- Photographie : Viktor Korger
- Son : Herbert Janeczka
- Montage : Josef Juvancic, Leontine Klicka
- Production : Ernest Müller (de), Robert Siepen
- Société de production : Schönbrunn-Film
- Société de distribution : Deutsche Filmvertriebs-Gemeinschaft
- Pays d'origine :  Autriche
- Langue : allemand
- Format : Couleur - 1,66:1 - Mono - 35 mm
- Genre : Drame
- Durée : 88 minutes
- Dates de sortie :
  -  Allemagne : 28 juin 1961.
  -  France : 26 mai 1965[1].

## Distribution
- Gerlinde Locker : Linda von Danning
- Dieter Eppler : Walter Bertram
- Sieghardt Rupp : Markus Burgmann
- Wolf Albach-Retty : Le baron von Danning
- Emmerich Schrenk : Marek, le gestionnaire du domaine
- Paul Hörbiger : Franz Burgmann, Josef Burgmann
- Hannelore Cremer : Petra Wührer
- Oskar Sima : Le directeur Bertram
- Josef Krastel (de) : Le père Fischer
- Gaby Banschenbach : Therese
- Franzl Lang : Leopold